# Drino magna
Drino magna là một loài ruồi trong họ Tachinidae.